# ウィンセンティ・オコン
ウィセンティ・オコン（Wincenty Okoń, 1914年1月22日 - 2011年10月18日）は、ポーランドのホイエニエツ出身の教育学者。
小学校の教師を経て、従軍し戦後2年間ポーランドの海軍大尉として服役する。その後、ワルシャワの自由ポーランド大学で教育学と心理学を学び、ワルシャワ大学教授となる。プログラム学習と並んで発見的学習の研究に取り組み、伝統的教授法・プログラム学習・発見的学習の3者を結び合わせる必要のあること、その範囲と限界は学校のレベル・教科の性質・教師の能力などによって違うことを指摘する。主著に、「教授の段階系列」をまとめました。しかしこの段階を設定してしまうと授業がパターン化し、教師の活動が規制されてしまうおそれがあるとして、子どもの学習活動に柔軟な対応ができにくいという課題を残しました。